# Alain Ollier
Pour les articles homonymes, voir Ollier.
Alain Ollier, né le 16 juin 1957 à Clermont-Ferrand, est un joueur et entraîneur français de football, devenu auteur de jeux de société.

## Biographie
Formé à l'AS Saint-Étienne, il commence sa carrière en 1978 au FC Cournon en National.
L'année suivante, il s'engage pour l'AJ Auxerre, club pensionnaire de Division 2 ; il y remporte le championnat 1979-1980 en jouant trois matchs. La saison d'après, il signe à Louhans-Cuiseaux où il reste cinq années, puis rejoint le FC Montceau durant trois ans avant de prendre sa retraite en 1988. Au total, il dispute 185 rencontres de Division 2 et inscrit 35 buts.
Souffrant d'aviophobie (peur de prendre l'avion), ce fut un frein durant sa carrière de footballeur. En 1982, il est sélectionné en équipe de France universitaire pour participer au championnat du monde  universitaire de football se déroulant au Mexique. Au moment de l'embarquement, il quitte in extremis l'aéroport et rentre chez lui en taxi. Son équipe ira jusqu'en finale, se faisant battre par le pays hôte aux tirs au but.
Après sa carrière de joueur, il retourne dans sa région natale en Auvergne, et devient à partir de 1992, entraîneur du Clermont Foot 63. En 1993, il remporte le championnat de DH Auvergne, puis l'année suivante, le championnat de CFA 2 1993-1994. Il quitte le club en 1996. Après avoir entraîné le FC Cournon, il rejoint la FFF et devient responsable du Pôle espoir du CREPS de Vichy durant douze ans jusqu'en 2014,,.
En septembre 2015, il fait son retour au FC Cournon (après avoir été joueur et entraîneur), en tant que directeur sportif dans l'organigramme du club, qui évolue en CFA 2,.

### Vie privée
Son fils Charly Ollier (en) (1985-), a joué pour le Clermont Foot 63, Montluçon Football, l'AS Yzeure et le FC Chamalières (principalement en CFA et CFA 2),.
Son neveu Yoann Laurent, est cofondateur et gérant de Blackrock Games,.

## Palmarès

### Joueur
- AJ Auxerre
  - Championnat de Division 2 1979-1980
    - Vainqueur

### Entraîneur
- Clermont Foot 63
  - DH Auvergne 1993-1994
    - Vainqueur

  - Championnat de CFA 2 1993-1994
    - Vainqueur

## Statistiques
| Saison                | Club                  | Championnat           | Championnat | Championnat | Coupe(s) nationale(s) | Coupe(s) nationale(s) | Total | Total |
| Saison                | Club                  | Division              | M.          | B.          | M.                    | B.                    | M.    | B.    |
| 1979-1980             | AJ Auxerre            | Division 2            | 3           | 0           | -                     | -                     | 3     | 0     |
| 1980-1981             | Louhans-Cuiseaux      | National              | -           | -           | 3                     | 0                     | 3     | 0     |
| 1981-1982             | Louhans-Cuiseaux      | Division 2            | 31          | 9           | -                     | -                     | 31    | 9     |
| 1982-1983             | Louhans-Cuiseaux      | Division 2            | 25          | 1           | -                     | -                     | 25    | 1     |
| 1983-1984             | Louhans-Cuiseaux      | Division 2            | 28          | 4           | -                     | -                     | 28    | 4     |
| 1984-1985             | Louhans-Cuiseaux      | Division 2            | 21          | 9           | -                     | -                     | 21    | 9     |
| 1985-1986             | FC Montceau           | Division 2            | 31          | 10          | -                     | -                     | 31    | 10    |
| 1986-1987             | FC Montceau           | Division 2            | 21          | 1           | -                     | -                     | 21    | 1     |
| 1987-1988             | FC Montceau           | Division 2            | 25          | 1           | -                     | -                     | 25    | 1     |
| Total sur la carrière | Total sur la carrière | Total sur la carrière | 185         | 35          | 3                     | 0                     | 188   | 35    |

## Activités dans le domaine du jeu de société
Parallèlement à ces activités d'entraîneur, Alain Ollier suit des études d'architecture et crée en 2007, avec quatre autres personnes BlackRock Éditions ; une société d'édition et de distribution de jeux de société.
Il est notamment l'auteur du jeu de cartes intitulé Garçon !, récompensé en 2007 par le Chapeau d'or et du jeu Huuue !, lauréat en 2007 du Charvin d'or.

### Ludographie

#### Seul auteur
Tous les jeux sont illustrés par Tony Rochon :
- 2007 : Garçon !, BlackRock Éditions
- 2008 : Huuue !, BlackRock Éditions
- 2008 : Amanite (anciennement : La Grande Cueillette), BlackRock Éditions
- 2009 : Giro d'Italia Cardgame, Ghenos Games
- 2011 : The Boss, BlackRock Éditions
- 2012 : Blackrock City, BlackRock Éditions

#### Avec Christophe Leclercq
- 2008 : Leader 1, Ghenos Games
- 2009 : Giro d'Italia, Ghenos Games

### Récompenses
- Garçon ! : Chapeau d'or  2007[16]
- Huuue ! : Charvin d'or  2007[18]
- The Boss : Trophée Flip Réflexion 2011[19]